# Elektroniczny obieg dokumentów
Elektroniczny obieg dokumentów – potoczne określenie systemu informatycznego do zarządzania obiegiem zadań oraz dokumentów działającego w oparciu o mechanizmy typu workflow.
Wraz z upowszechnieniem się oprogramowania działającego w technologii thin client pojęcie systemów elektronicznego obiegu dokumentów nabrało szerszego zastosowania.
W chwili obecnej najszersze zastosowanie systemów elektronicznego obiegu dokumentów upatruje się w popularyzacji rozwoju społeczeństwa informacyjnego, a co za tym idzie w popularyzacji dostępu do rozwiązań e-government.
Najbardziej rozbudowanymi systemami pracy grupowej są systemy klasy DMS – Document Management System, potocznie zwane Systemami Elektronicznego Obiegu Dokumentów (EOD). W obszarze Obsługi Klienta system taki może też być rozszerzony o moduł Elektronicznej Skrzynki Podawczej. Najbardziej popularną Elektroniczną Skrzynką Podawczą (ESP) w Polsce jest platforma ePUAP wykorzystywana w sektorze publicznym. Duże firmy najczęściej wdrażają własne moduły ESP lub całe systemy klasy EOD, których jednym z modułów jest właśnie Elektroniczna Skrzynka Podawcza.
Moduły z jakich powinien składać się Zintegrowany System Elektronicznego Obiegu Dokumentów w firmie:
Moduły funkcjonalne dla Klienta:
- Moduł Katalog spraw Klienta (stworzony zgodnie z Bibllioteką ITIL),

- Moduł Elektroniczna Skrzynka Podawcza (ESP) np. e-BOK,

Moduły funkcjonalne dla Pracownika:
- Moduł Elektroniczna kancelaria (e-Kancelaria),

- Moduł użytkownika EOD (podobny do systemu Outlook tylko, że zamiast wiadomości są w nim sprawy),

- Moduł Repozytorium dokumentów,

- Moduł Archiwum dokumentów (e-Archiwum),

Moduły techniczne:
- Moduł Administracyjny,

- Moduł OCR do rozpoznawania tekstu,

- Moduł Workflow do modelowania procesów przepływu pracy w systemie EOD.